# Herbert Kuppisch
Herbert Kuppisch (10 décembre 1909 – 27 août 1943) est un commandant d'U-Boot pendant la Seconde Guerre mondiale.

## Biographie
Sa carrière navale débute en 1933 et se déroule en totalité dans la force sous-marine (Ubootwaffe). Il commande successivement le U-58, le U-94, U-516 et le U-847.
Il disparaît le 27 août 1943 dans la Mer des Sargasses à la position géographique de 28° 19′ N, 37° 58′ O avec l'ensemble de l'équipage du U-847. Celui-ci est coulé par des torpilles lancées par des avions Grumman TBF Avenger et F4F Wildcat de l'escadron VC-1 du porte-avions d'escorte américain USS Card.
Herbert Kuppisch effectue au cours de sa carrière quatorze patrouilles de guerre. Il coule seize navires.

## Sources
- (en) Rainer Busch et Hans-Joachim Röll (trad. Geoffrey Brooks), German U-boat commanders of World War II : a biographical dictionary [« Deutschen U-Boot-Kommandanten »], London Annapolis, Md, Greenhill Books Naval Institute Press, 1999, 301 p. (ISBN 978-1-853-67366-5 et 978-1-557-50186-8, OCLC 40991909)
- (en) Axel Niestlé, German U-boat losses during World War II : details of destruction, Annapolis, Md, Naval Institute Press, 1998, 305 p. (ISBN 978-1-557-50641-2 et 1-557-50641-8, OCLC 38270596)